# Henk Numan
Hendrik ("Henk") Numan (Amsterdam, 13 juni 1955 - Landsmeer, 26 april 2018) is een voormalig Nederlands judoka
Numan nam in 1980 namens zijn vaderland deel aan de Olympische Spelen van Moskou. Daar eindigde hij op ex aequo de derde plaats in het halfzwaargewicht (tot 95 kilogram), en verzekerde hij zich aldus van een bronzen medaille in die gewichtsklasse. Numans enige verliespartij was tegen de latere kampioen, de befaamde Belg Robert Van de Walle. Een jaar eerder (1979) had hij een bronzen medaille gewonnen op de Wereldkampioenschappen judo te Parijs. In 1992 nam hij met het team van Chris Dolman deel in het Japanse professionele worstelcircuit voor Fighting Network RINGS.
Numan overleed op 62-jarige leeftijd op 26 april 2018. De doodsoorzaak werd aanvankelijk niet publiekelijk bekendgemaakt. Uit een interview met worstelcoach Bert Kops jr. dat enkele weken na het overlijden van Numan werd gepubliceerd, bleek dat Numan zelfmoord had gepleegd.
1. ↑  Judo Bond Nederland, "In memoriam: Henk Numan", Website Dutch Judo Federation, 2 May 2018.[dode link]
2. ↑  Sambo & Combat-Sambo, "Henk Numan 26-04-2018", Website Sambo & Combat-Sambo, 26 april 2018. Gearchiveerd op 25 juni 2018. Geraadpleegd op 29 augustus 201829 augustus 2018.
3. ↑  De La Haye, Mylène, "Worstelaar/sportschoolhouder/vechtsportcoach Bert Kops", Panorama, 17 May 2018. Gearchiveerd op 25 juni 2018.